# 若松站
若松站（日语：／ Wakamatsu eki */?）是位於福岡縣北九州市若松區白山一丁目18番1號，九州旅客鐵道（JR九州）的筑豐本線（若松線）車站。車站編號為JE06。同時為該線的起點站。

## 歷史
筑豐興業鐵道在1891年（明治24年）8月30日開設此站。當初主要為了運送煤，若松站和若松港的設施共同擴展，在該港口主要運送煤。
車站範圍較大，在多數情況下，運送煤的貨運列車經常在此站出入。此站中設有門式起重機和起重機等設施。在最頂盛時期，於1940年（昭和15年）的總貨運量為830萬公噸。在第二次世界大戰期間一度衰落，但是在戰後再度繁忙，經常成為日本最高貨物起卸量的車站。
但是，隨著能源革命的進展，煤的起卸量急速減少。在1970年（昭和45年），門式起重機和起重機停止使用。在1982年（昭和57年）11月，停止貨運輸送業務。在翌年（昭和58年）4月，站內開始進行工程，把舊車站大樓拆毀，並重建新車站大樓。所有側線均撤走。現時成為純旅客車站。
在新車站大樓建成後，此站繼續有客車列車運行，在1990年代前期還有多座月台，現時只有1面2線的月台。

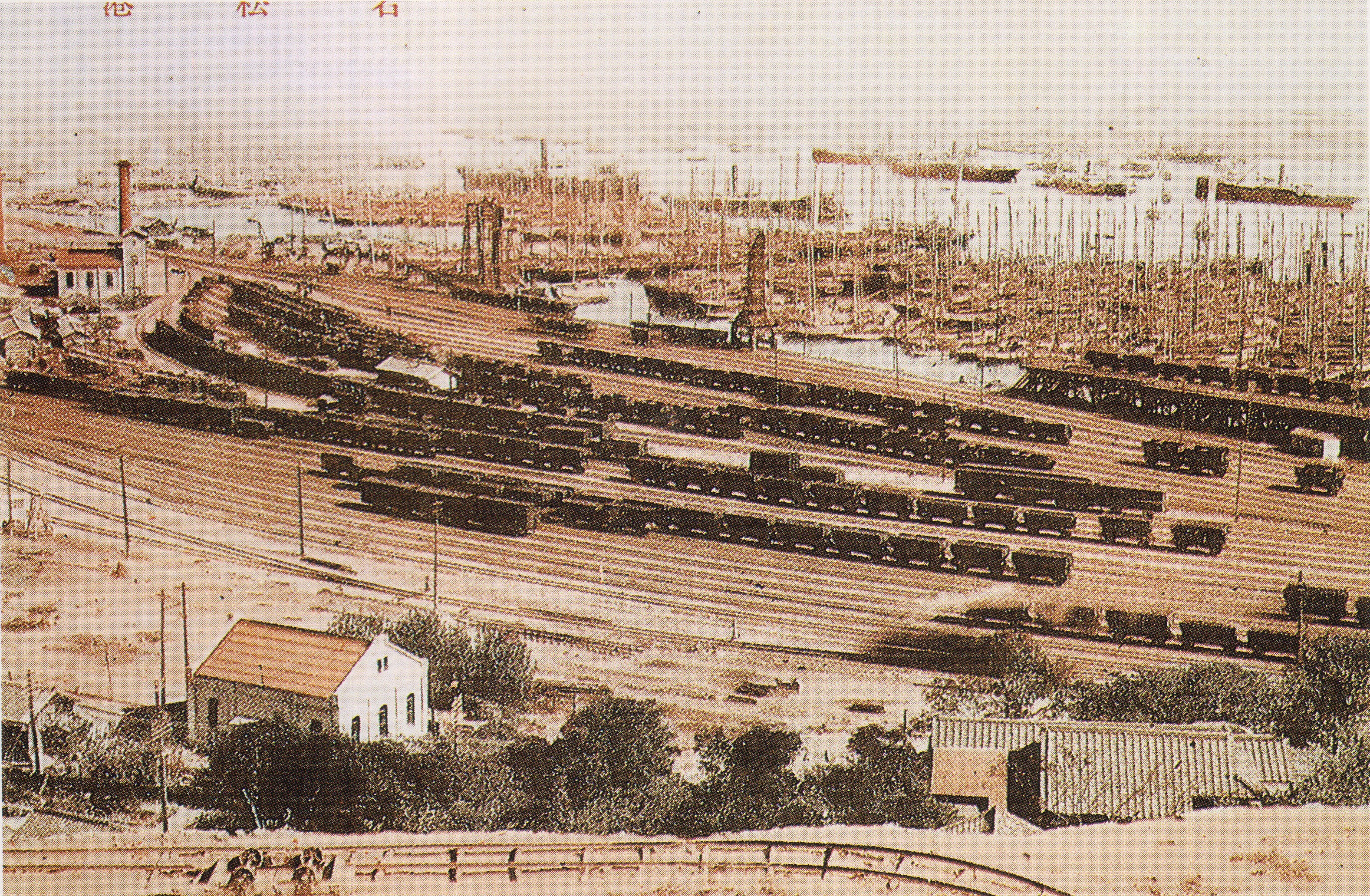
大正時代的若松站和若松港

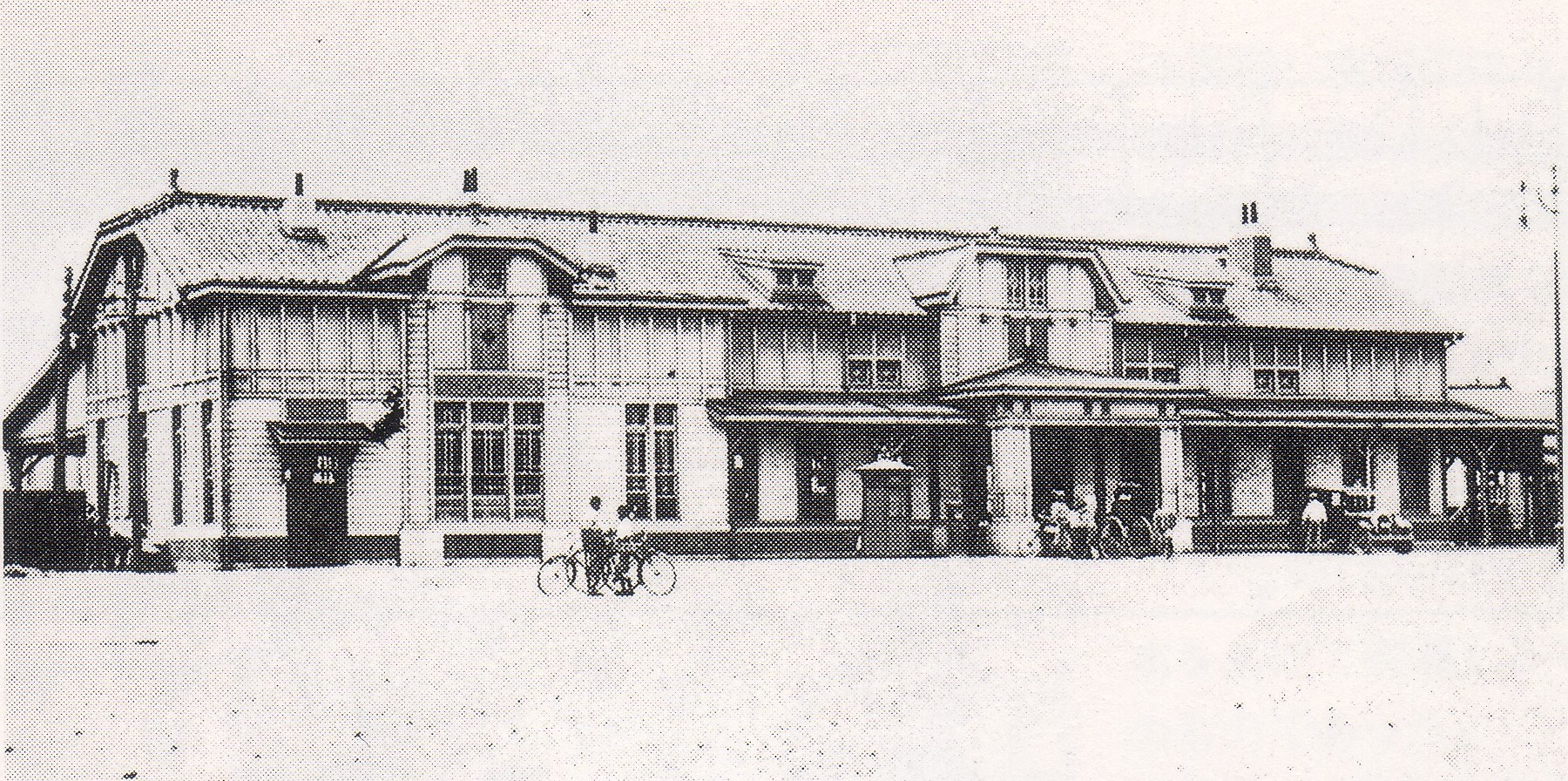
大正時代建成的若松站大樓

### 年表
- 1891年（明治24年）8月30日：筑豐興業鐵道 若松站至直方站之間開通，此站啟用[1]。
- 1893年（明治26年）4月6日：筑豐興業鐵道總部從直方町（現時：直方市）遷移至若松町（現時：若松區）。
- 1894年（明治27年）8月15日：公司名稱改為筑豐鐵道。
- 1897年（明治30年）10月1日：筑豐鐵道（日语：筑豊鉄道）被九州鐵道（第一代）收購[2]。
- 1904年（明治37年）10月25日：車站遷移至現地。
- 1907年（明治40年）7月1日：九州鐵道（第一代）被國有化，由帝國鐵道廳管理。此站成為筑豐本線車站。
- 1911年（明治44年）12月23日：指定成為一等車站。
- 1920年（大正9年）8月：新車站大樓落成。
- 1930年（昭和5年）7月28日：設置門式起重機。
- 1935年（昭和10年）9月21日：自動信號機開始使用。
- 1936年（昭和11年）5月：開始與若松市營軌道（日语：若松市営軌道）聯絡運輸。
- 1941年（昭和16年）：貨物起卸量成為全國第1位。第2位為現時新日鐵戶畑工場內的飛旗站。
- 1970年（昭和45年）10月1日：停止使用門式起重機。
- 1982年（昭和57年）11月：終止貨物起卸業務。
- 1984年（昭和59年）3月24日：新車站大樓落成。鄰接的前車站大樓拆毀。
- 1987年（昭和62年）4月1日 - 伴隨國鐵分割民營化，車站由九州旅客鐵道（JR九州）營運。
- 2009年（平成21年）3月1日：此站可以使用IC卡「SUGOCA」[3]。
- 2017年（平成29年）3月4日：此站至新入站之間（折尾站除外）10座站一同引入車站遠端資訊系統（Smart Support Station）（日语：駅集中管理システム）「ANSWER」。但是在早上繁忙時間（6:30-8:30）設有車站職員當值[4][5]。
- 2018年（平成30年）12月1日：進站音樂開始使用「當聖者邁步前進時（英语：When the Saints Go Marching In）」[6][7]。

## 車站構造

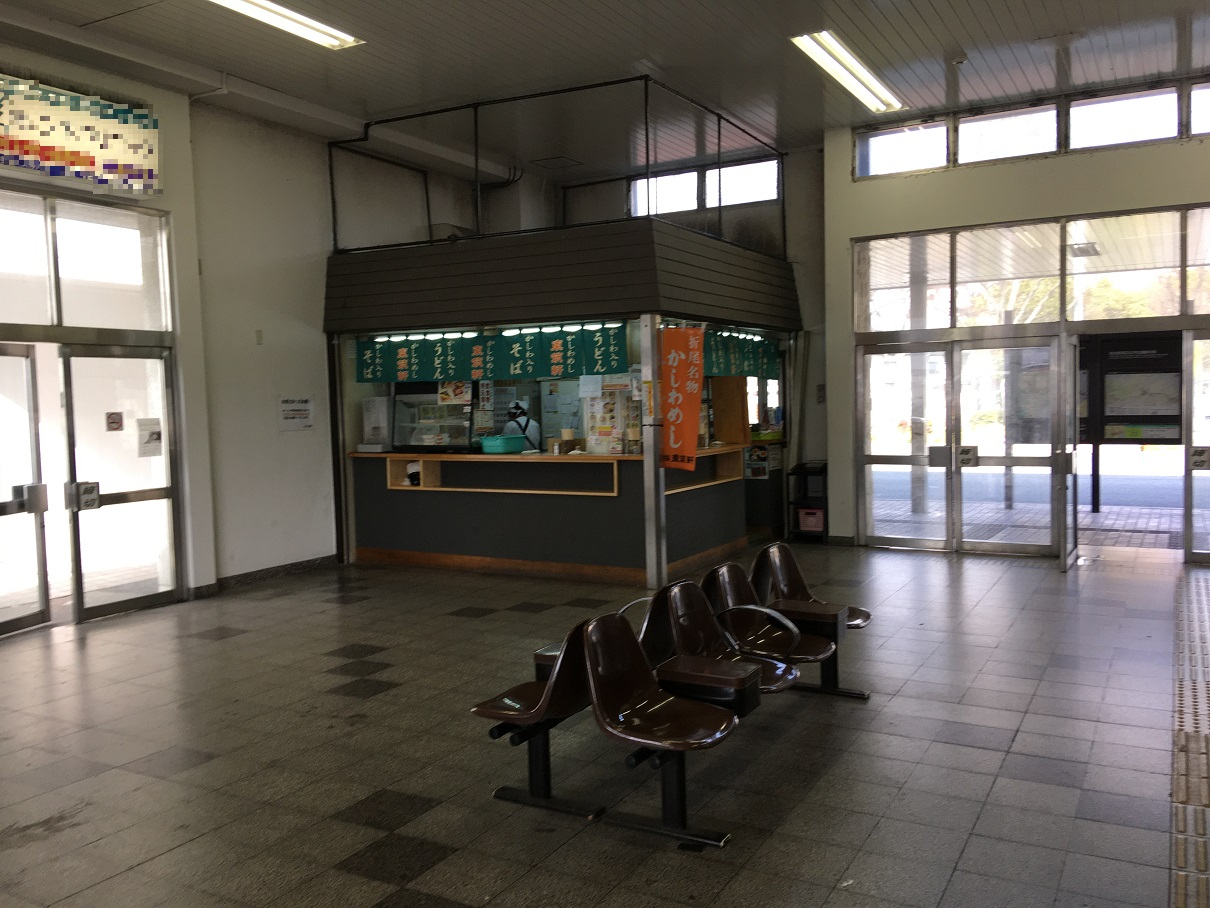
閘口外的候車室（2020年2月10日）

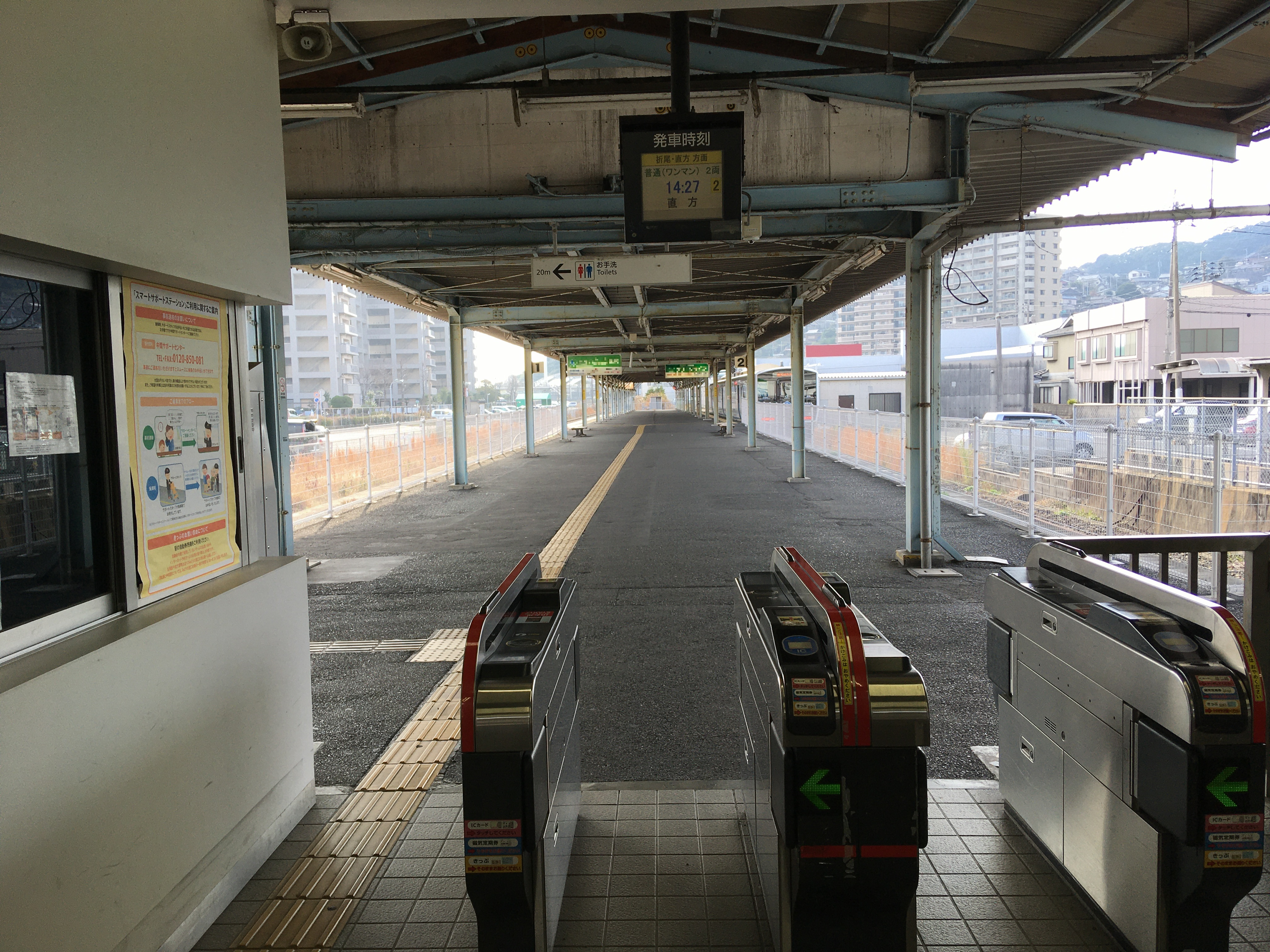
閘口、月台（2020年2月10日）

車站是一座地面車站，設有1面2線的港灣式月台。車站南邊設有1條側線。從前此站為煤的裝運港，因此設有廣大的編組場。現時，該遺址變成了站前廣場等公共設施用地，也設有「久岐之海濱」，該處設有多座公寓大廈和市營住宅。此站與其他電池列車的終點站烏山站（烏山線）和男鹿站（男鹿線）相異，此站沒有充電用的架空電纜。
此站曾經是由JR九州鐵道營業管理的業務委託車站，當時設有綠色窗口。在2017年3月4日後，車站引入了車站遠端資訊系統（Smart Support Station），而車站職員當值時間為早上6時30分至8時30分，在其餘時段為無人車站（由中間站內的支援中心遠端管理）。此站設有自動售票機和自動閘機，可使用SUGOCA等IC卡和磁式車票。在自動閘機中，放入磁式車票的位置被堵塞，因此在若松站不需要磁式車票也可通過此站，在下車時，只需要磁式車票和車費投入車費箱內。另外，不記名式SUGOCA可使用自動售票機。
在車站閘口外設有車站烏冬、蕎麥麵店（東筑軒）。
此站選用了「當聖者邁步前進時」作為進站音樂。選擇該音樂的原因是由於此站附近為「九州爵士音樂的發源地」，但是只有日間播放。

### 月台
| 月台 | 路線   | 上下行 | 方向     |
| ---- | ------ | ------ | -------- |
| 1、2 | 若松線 | 下行   | 折尾方向 |

## 車站便當
此站設有由東筑軒製造和販賣（烏冬店）的車站便當。

## 使用狀況
在2018年（平成30年）度，1日平均乘車人次為1,208人。
根據「JR九州」和「北九州市」資料，以下為近年1日平均乘車人次。
| 年度   | 1日平均 乘車人次 |
| ------ | ---------------- |
| 2000年 | 1,621            |
| 2001年 | 1,601            |
| 2002年 | 1,551            |
| 2003年 | 1,521            |
| 2004年 | 1,506            |
| 2005年 | 1,437            |
| 2006年 | 1,426            |
| 2007年 | 1,381            |
| 2008年 | 1,359            |
| 2009年 | 1,306            |
| 2010年 | 1,311            |
| 2011年 | 1,345            |
| 2012年 | 1,358            |
| 2013年 | 1,390            |
| 2014年 | 1,317            |
| 2015年 | 1,365            |
| 2016年 | 1,342            |
| 2017年 | 1,230            |
| 2018年 | 1,208            |

## 車站周邊
在車站大樓正面設有國道495號，在車站北方的「若松站前」交界處為國道199號和國道495號交界點（該交界處同時為國道495號起點）。在站前廣場設有巴士路線駛過。最近此站的巴士站是在國道199號上的「大橋通」、西鐵巴士的「若松站前」和北九州市營巴士的「若松站」巴士站（均只在二島方向設置）。在國道495號上設有「若松市民會館前」巴士站，停靠該巴士站的巴士公司為北九州市交通局（北九州市營）和西鐵巴士北九州（西鐵）。在西鐵「若松站前」巴士站為落客站，戶畑方向「大橋通」巴士站為起點車站。「若松市民會館前」巴士站在2017年4月後只有北九州市營巴士停靠。
- 若松市民會館
  - 火野葦平資料館（若松市民會館內）
- 北九州市立若松圖書館（海灣廣場內）
- Sunlive（日语：サンリブ）若松店（海灣廣場內）
- 久岐之濱廣場 - 保存了於筑豐本線內經常行走的9600形19633號。從前該機車在車站北邊的白山公園展示。隨著車站周邊再開發，便遷移至現地。
- 久岐之濱海濱團地（煤炭貨車編組場遺址）
- Route Inn北九州若松站東
- Esuto本町、明治町銀天街
- FamilyMartJR若松站店
- 若戶大橋
- 新若戶道路（日语：新若戸道路）（2012年度落成）
- 若戶渡船（日语：若戸渡船）若松碼頭
  - 步行10分鐘以上，從此站步行至洞海灣的道路名為若松Band，沿路上有許多復古建築物，也有許多劇集和電影在該處取景。
- 若松惠比須神社（日语：若松恵比須神社）
- 若松區公所
- 若松郵局（日语：若松郵便局 (福岡県)）
- 產業醫科大學（日语：産業医科大学）若松醫院
- 芳野醫院
- 高塔山公園
- 國道199號（日语：国道199号）
- 國道495號（日语：国道495号）

## 其他
- 此站曾經是煤炭運送的據點。在車站下行線側設有高8米，長1200米，日本最長煤炭棧橋。

## 相鄰車站
九州旅客鐵道（JR九州）
 若松線（筑豐本線）
若松（JE06）－藤之木（JE05）

## 注腳

### 利用狀況
1. ↑   (PDF). 九州旅客鉄道: 1.   [2020-02-07]. （原始内容 (PDF)存档于2019-12-06） （日语）.

## 外部連結
- 若松（車站資訊） - 九州旅客鐵道（日語）